# Цилиндрическая проекция Миллера

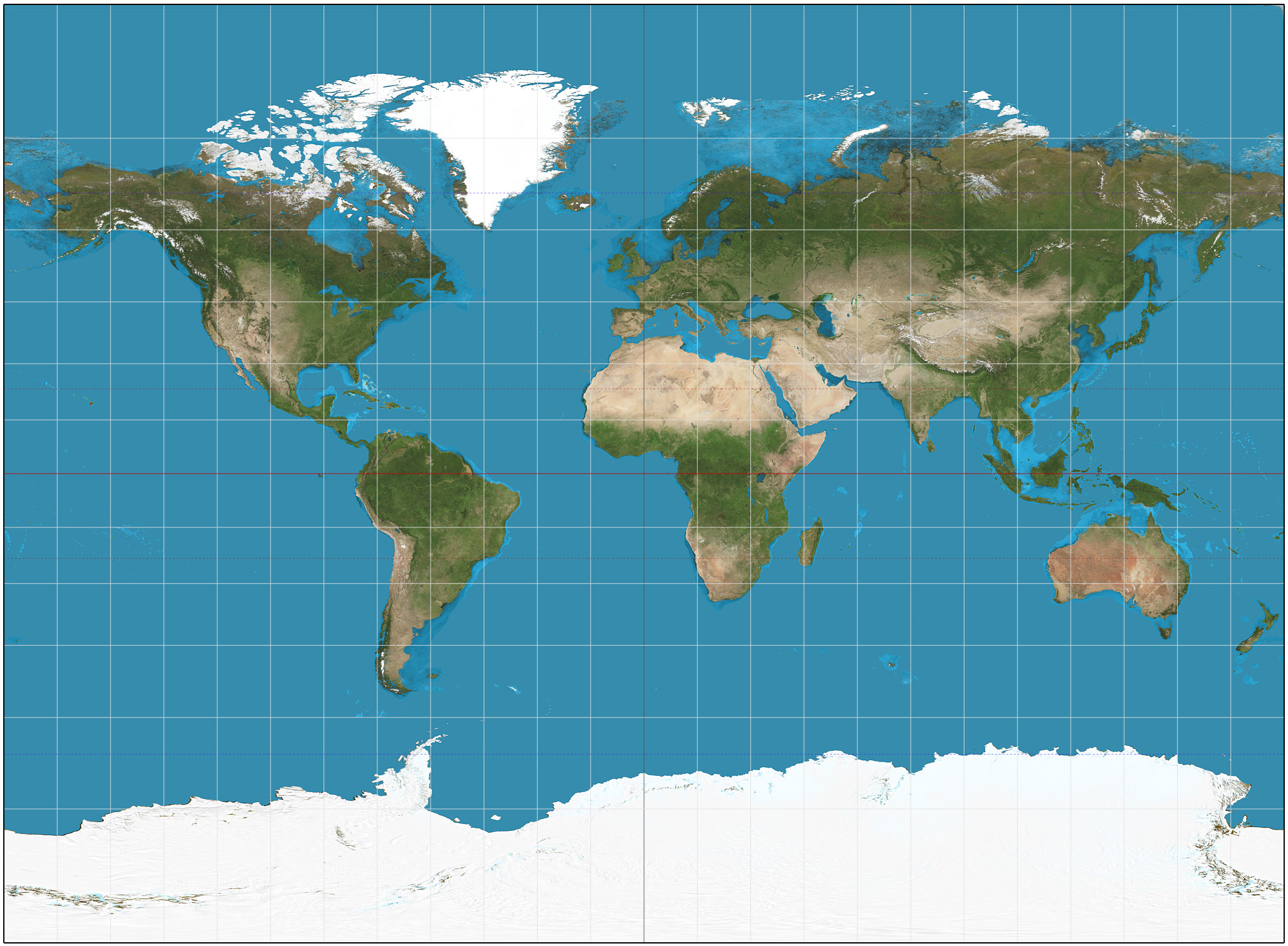
Проекция Миллера для Земного шара

Цилиндрическая проекция Миллера — модификация проекции Меркатора, предложенная Осборном Миллером (1897—1979) в 1942 году. Главным недостатком проекции Меркатора является неограниченное увеличение масштаба изображения при приближении к полюсам. Миллер решил эту проблему путём искусственного уменьшения масштаба в высоких широтах.
Математически проекция выражается следующими формулами
{\displaystyle x=R\lambda \,;}
{\displaystyle y=R{\frac {5}{4}}\ln \left[\tan \left({\frac {1}{4}}\pi +{\frac {2}{5}}\varphi \right)\right],}
где {\displaystyle \lambda } — долгота, отсчитываемая от центрального меридиана, {\displaystyle \varphi } — широта. Длина меридиана составляет 0,733 длины экватора.
В геоинформационных системах проекция обозначается как «EPSG:54003 — World Miller Cylindrical».